# Daisuke Tonoike
Daisuke Tonoike (外池 大亮 Tonoike Daisuke?, nacido el 29 de enero de 1975 en Kanagawa) es un exfutbolista japonés. Jugaba de delantero y su último club fue el Shonan Bellmare de Japón.

## Trayectoria

### Clubes
| Club                | País  | Año         |
| ------------------- | ----- | ----------- |
| Bellmare Hiratsuka  | Japón | 1997 - 1999 |
| Yokohama F. Marinos | Japón | 2000 - 2002 |
| Omiya Ardija        | Japón | 2001        |
| Ventforet Kofu      | Japón | 2003        |
| Sanfrecce Hiroshima | Japón | 2004        |
| Montedio Yamagata   | Japón | 2005        |
| Shonan Bellmare     | Japón | 2006 - 2007 |